# Пропажа свидетеля
«Пропажа свидетеля» — художественный фильм, детектив режиссёра  Владимира Назарова. Продолжение фильма «Хозяин тайги», снят по многочисленным просьбам кинозрителей по одноимённой повести Бориса Можаева. В первоисточнике главным героем является лейтенант милиции Коньков, Серёжкин только упоминается, но по сценарию фильма он занимает центральное место в сюжете.

## Сюжет
Действие происходит в дальнем таёжном посёлке. Участковый Василий Серёжкин отправляется на службу в новый район. В первые же дни его дежурства на берегу Лысой Косы обнаруживают тело зоолога Калганова, погибшего от выстрела из охотничьего ружья. На месте преступления Серёжкин не находит никаких улик, разве что след от кеда 37-го размера.
Круг подозреваемых в первую очередь включает местных охотников-браконьеров, с которыми Калганов давно и принципиально боролся. Единственный возможный свидетель Иван Садык, повар бригады лесозаготовителей, исчез в тайге. Охотники поговаривают, что он мог стать жертвой тигра-людоеда.

## В ролях
- Валерий Золотухин — лейтенант Василий Серёжкин
- Максим Мунзук — Тэхэ, охотник-проводник
- Марта Зориктуева — Инга, племянница Тыхе
- Людмила Максакова — Настя, жена Зуева
- Артём Иноземцев — Зуев, лесник
- Николай Крюков — Юрий Степанович, следователь
- Борис Юрченко — Михаил Емельянович Балабин
- Алла Мещерякова — Татьяна, жена Сережкина
- Буда Вампилов — Семён Дугарович, председатель артели

## Съёмочная группа
- Режиссёр: Владимир Назаров
- Сценарист: Борис Можаев
- Оператор: Владимир Николаев
- Композитор: Геннадий Гладков

Фильм снимался в бурятском селе Кырен.